# Русский Сарсаз
Русский Сарсаз — деревня в Менделеевском районе Республики Татарстан. Входит в состав Тойгузинского сельского поселения.

## География
Находится в северо-восточной части Татарстана на расстоянии приблизительно 19 км на северо-восток по прямой от районного центра города Менделеевск.

## История
Основана не позднее 1859 г. В дореволюционных источниках упоминается также как Каменный Ключ. Основные занятия жителей в этот период – земледелие и скотоводство, был распространен промысел пильщиков (пиление дров, леса).
В 1907 г. здесь была открыта земская школа. 

## Административная принадлежность
До 1921 г. деревня входила в Елабужский уезд Вятской губернии. С 1921 г. в составе Елабужского, с 1928 г. – Челнинского кантонов ТАССР. С 10 августа 1930 г. – в Бондюжском, с 20 января 1931 г. – в Елабужском, с 10 февраля 1935 г. – в Бондюжском, с 1 февраля 1963 г. – в Елабужском, с 15 августа 1985 г. в Менделеевском районах.

## Население
Число жителей составляло в 1887—322 жителя, в 1905—361, в 1920—417, в 1926—452, в 1938—385, в 1949—328, в 1958—542, в 1970—109, в 1979 — 46, в 1989 — 14. Постоянное население составляло 17 человек (русские 71 %, татары 29 %) в 2002 году, 17 в 2010, в 2017 деревня насчитывала 7 жителей. 